# Känner du skuld?
Känner du skuld? är det svenska punkbandet Greta Kasslers debutalbum. Utgivet 2006 av Buzzbox Records och Trapdoor Records, inspelat samma år i Twist My Mango.

## Låtlista
1. Nittonhundrafyrtiotre (2.00)
2. Piller mot ondska (2.55)
3. Apans år (3.08)
4. Rätt väg ut (3.12)
5. Demoner (3.24)
6. Tala är guld (0.13)
7. Känner du skuld? (3.25)
8. Maktens män (3.18)
9. Sträck på din rygg (2.40)
10. En spänn i fickan (2.56)
11. Det bevarade kulturarvet (2.31)
12. Förnedra, förakta, förneka (3.32)
13. De oslagbara (3.49)
14. Feta grodor (3.06)